# レックス・ホールディングス
株式会社レックス・ホールディングス（英称：REX HOLDINGS CO., LTD.）は、株式会社レインズインターナショナルなどの会社を傘下に持つレックスグループの持株会社であった企業。現在の商号は株式会社レインズインターナショナル。

## 概要
もともとは不動産管理の会社であったが、1997年に東京・三軒茶屋で焼肉店をオープンさせ、外食産業に参入。株式会社ベンチャー・リンクの支援を受けて、焼肉店の「牛角」を中心に積極的にフランチャイズチェーンストアを展開。6年で日本最大の焼肉チェーンとなった。
その後、レッドロブスター（2011年売却済み）、am/pm（2009年売却済み）、成城石井（2011年に全事業譲渡）を買収し、飲食店以外の事業にも拡大。2005年には、会社名（商号）を株式会社レインズインターナショナルから株式会社レックス・ホールディングスに変更して、持株会社化した。
2012年10月に株式会社コロワイドの傘下に入り、2013年1月1日に事業会社の株式会社レインズインターナショナルを吸収合併し、再び商号を株式会社レインズインターナショナルに変更した。

### MBOの実施
外食産業の競争激化と会社急成長に伴う不振から事業再構築を図るべく、2006年11月10日に代表取締役社長西山知義がアドバンテッジ パートナーズLLPをパートナーとするマネジメント・バイ・アウト（MBO）を実施し、非上場化することを発表。アドバンテッジパートナーズが設立して運営主体となる、投資事業有限責任組合アドバンテッジパートナーズ エム・ビー・アイ ファンド三号が、新たに株式会社AP8を設立。このAP8を公開買付者とする株式公開買い付け（TOB）を、2006年11月11日から12月12日まで実施して、決済開始日の12月19日に当時の筆頭株主だった有限会社エタニティーインターナショナル（当時の代表者・西山知義夫人・西山和枝、当時の所在地は西山知義の住所と同一）保有の株式16.74%のうち0.29%、当時の第2位の株主だった西山知義保有の株式12.97%すべてを含む、同社株式75.43%をAP8が取得して、筆頭株主となった。さらに、AP8が有限会社エタニティーインターナショナルの全株式を取得してエタニティーインターナショナルの完全親会社となったため、AP8は間接保有を含めてレックス・ホールディングスの株式91.78%を保有するに至る。
さらに、株主総会の特別決議を経て、レックス・ホールディングスを種類株式発行会社に変更した上で、すべての発行済み株式に全部取得条項を付して全部取得条項付種類株式とする。そして、この条項に従い、株式の全部取得と引き換えに、別個の普通株式を交付する。この際に、AP8以外の株主が1株未満の端数となるように別個の普通株式を交付し、これによりAP8以外の株主は金銭交付を受け株主ではなくなるため、AP8がレックス・ホールディングスの全株式を取得して同社を完全子会社化する（レックス・ホールディングスの株式はジャスダックを上場廃止）。西山知義は、2006年12月14日にAP8が行った第三者割当増資により、AP8に対して33.4%出資しており、レックス・ホールディングスの事実上の筆頭株主の地位を維持した（2011年12月時点では西山知義が32.16%を直接出資する形態になっており、形式上も筆頭株主であった）。
なお、アメリカ子会社のREINS INTERNATIONAL (USA) CO.LTD.の全株式が西山知義に譲渡され、子会社の株式会社ブランドファクトリーの10店舗の事業が有限会社ブライトアンドエクセル（西山知義保有の会社）に事業譲渡され、レックス・ホールディングスから分離された。
その後、親会社のコロワイド社長である野尻公平は2023年1月に日本経済新聞のインタビューに対して、M&Aの資金調達多様化の観点から、レインズインターナショナルの再上場も検討していることを明らかにしている。

## 主なグループ企業と運営ブランド
- 株式会社 レインズインターナショナル
  - 炭火焼肉酒家 牛角
  - しゃぶしゃぶ温野菜
  - 釜飯と串焼 鳥でん
  - 居酒家 土間土間
  - かまどか
  - てっぱちや
  - 牛角食堂
  - 魚角
  - カレキチ
- 株式会社コスト・イズ
- 株式会社テンポリノベーション
- 株式会社フードレーベル
- 株式会社ブランドファクトリー

### 過去のグループ企業
- 株式会社エーエム・ピーエム・ジャパン
  - am/pm *Wikipedia採用のWebシステムのバグにより、URLが「Am/pm（大文字小文字問題）」と非正規化されてしまっている点に注意が必要。
- 株式会社成城石井
- レッドロブスター

## 沿革

### 旧レインズインターナショナルまで
- 1987年6月27日 - 国土信販株式会社を設立し、不動産賃貸管理事業を開始。
- 1996年1月 - 外食事業に参入し、「焼肉市場 七輪」（現在の「炭火焼肉酒家牛角三軒茶屋店」とは異なる東京都世田谷区三軒茶屋1-5-17 B1Fに所在した）を開店。
- 1997年11月- 東京都渋谷区宇田川町にて、FC1号店を開店。
- 1998年4月 - 株式会社レインズインターナショナルに商号を変更。
- 2000年12月 - 株式店頭公開（現在のジャスダック）
- 2001年7月 - アメリカ進出（牛角・ピコ店、ロスアンゼルス）
- 2001年8月 - 米国にレインズインターナショナル（USA）を設立。
- 2001年11月 - 完全子会社として株式会社アートフードインターナショナル（現在のレインズインターナショナル）を設立。
- 2002年2月 - イオンから、レッドロブスタージャパン株式会社の全株式を取得し、完全子会社化。
- 2002年7月 - 台湾現地法人・東京牛角股份有限公司設立
- 2003年3月 - VR パートナーズを連結子会社化
- 2003年4月 - 株式会社レインズフードレーベル設立
- 2003年11月 - 本社一部を六本木ヒルズ森タワーに移転
- 2004年4月 - 株式会社コスト・イズ設立
- 2004年8月 -  コンビニエンスストアチェーン「am/pm」運営会社の株式会社エーエム・ピーエム・ジャパンの株式62.6%を取得し、子会社化。
- 2004年10月 - 高級スーパーマーケットチェーン「成城石井」運営会社の株式会社成城石井の株式66.7%を取得し、子会社化。
- 2005年4月 - 株式会社テンポリノベーション設立

### 持株会社・レックス・ホールディングス
- 2005年5月 - 持株会社制を導入。会社分割により、飲食店運営等の事業を子会社の株式会社アートフードインターナショナルに吸収させ、同社の商号を株式会社レインズインターナショナル（2代目）に変更。持株会社となった株式会社レインズインターナショナル（初代）の商号を、株式会社レックス・ホールディングスに変更。本社及びグループ各社をアーク八木ヒルズに移転・集約。レッドロブスタージャパン株式会社を株式会社レインズインターナショナル（2代目）が吸収合併。
- 2006年11月10日 - 現経営陣によるMBOにより株式買収・非上場化を発表（アドバンテッジ パートナーズが支援）。
- 2007年4月 - MBOの実施により、株式の上場を廃止。
- 2009年12月 - コンビニエンスストアチェーン「am/pm」運営会社の株式会社エーエム・ピーエム・ジャパンの株式をファミリーマートに売却。
- 2012年9月7日 - コロワイドがレックスHDを実質137億円で買収すると公表。[2]
- 2012年10月1日 - コロワイドの連結子会社化。
- 2013年1月1日 - 事業会社の株式会社レインズインターナショナル（2代目）を吸収合併し、商号を株式会社レインズインターナショナル（3代目）に変更。

## 発生したトラブル

### 決算短信の訂正
2005年12月期の決算短信を2度も訂正した。1度目は2006年3月2日で、貸借対照表や損益計算書など、開示した資料67枚のうち半数以上の39枚で数字などを変更したり追加するといった大幅な訂正を行った。持ち株会社化後の経理引継ぎミスや単純な計算ミス、グループ内取引の売上重複計上などが原因であった。2度目は3月13日で、計算ミスや赤字を示す「△」マークのつけ忘れなどのケアレスミスなどを修正した。また、初回の決算発表が遅れるなどしたこともあった。

### 不当な価格によるMBO実施に対する訴訟
また、MBO実施の際の買い付け価格が意図的な業績下方修正等で不当に安く設定されたとして、一部個人投資家が反発している。一部株主が裁判所に取得価格決定申立てを行った結果、2008年9月12日に東京高裁は、会社による上記1株未満の端数の処理時の取得価格（1株当たり23万円）を不当とし、公開買付公表（2006年10月10日）の直前日からさかのぼって6か月間の市場価格を単純平均することにより株式の客観的価値を算定した上で、20%のプレミアムを加えた1株当たり33万6966円を取得価格と決定した。2008年10月9日に許可抗告が認められ最高裁で審理がなされたが、2009年6月9日に抗告棄却が決定した。
MBOのために実施されたTOBに応じなかった株主への株式買取金の支払いが、当初予定されていた2007年7月下旬から2007年8月15日に遅延。上場廃止から支払い日までの期間が4ヶ月にも及ぶのは、極めて異例。